# آرثر إس. إبرامسن
آرثر إس. إبرامسن (بالإنجليزية: Arthur S. Abramson)‏ هو لغوي أمريكي، ولد في 1927 في جيرسي سيتي في الولايات المتحدة، وتوفي في 15 ديسمبر 2017.